# Soiuz 5
Soiuz 5 (rus: Союз 5, Unió 5) va ser un vol espacial tripulat del programa espacial soviètic utilitzant la nau espacial Soiuz 7K-OK llançat el 15 de gener de 1969, que es va acoblar amb la Soiuz 4 en òrbita. Va ser el primer acoblament entre dues naus espacials tripulades de la història, com també la primera transferència de tripulació d'un vehicle espacial a un altre, ja que només es va realitzar amb un passeig espacial, dos mesos abans el Apollo 9 americà va realitzar la primera transferència de tripulació interna.
El vol també va ser destacat per la seva reentrada dramàtica. El mòdul de servei de la nau no es va separar, per tant va entrar en l'atmosfera cara al nas, la qual cosa feu que el cosmonauta Borís Volínov es pengés de les seves corretges de subjecció. A mesura que la nau aerofrenava, l'atmosfera va cremar el mòdul. Però la nau es va redreçar abans que la sortida d'emergència es cremés. Llavors, els cables del paracaigudes es van enredar i els coets d'aterratge van fallar, la qual cosa va comportar un aterratge forçós, que va trencar les dents de Volínov.

## Tripulació
| Posició                 | Cosmonauta de llançament               | Cosmonauta d'aterratge            |
| ----------------------- | -------------------------------------- | --------------------------------- |
| Comandant               | Borís Volínov Primer vol espacial      | Borís Volínov Primer vol espacial |
| Enginyer de vol         | Aleksei Ielisséiev Primer vol espacial | Cap                               |
| Enginyer d'investigació | Ievgueni Khrunov Primer vol espacial   | Cap                               |

### Tripulació de reserva
| Posició                 | Cosmonauta de llançament | Cosmonauta d'aterratge |
| ----------------------- | ------------------------ | ---------------------- |
| Comandant               | Anatoli Filíptxenko      | Anatoli Filíptxenko    |
| Enginyer de vol         | Víktor Gorbatko          | Cap                    |
| Enginyer d'investigació | Valeri Kubàsov           | Cap                    |

### Tripulació en suport
| Posició                 | Cosmonauta de llançament | Cosmonauta d'aterratge |
| ----------------------- | ------------------------ | ---------------------- |
| Commander               | Anatoli Kuklin           | Anatoli Kuklin         |
| Enginyer de vol         | Vladislav Vólkov         | Cap                    |
| Enginyer d'investigació | Piotr Kolodin            | Cap                    |

## Paràmetres de la missió
- Massa: 6585 kg
- Perigeu: 196 km
- Apogeu: 212 km
- Inclinació: 51,7°
- Període: 88,6 minuts

### Passeig espacial
- Ielisséiev i Khrunov  - EVA 1
- Inici EVA 1: 16 de gener de 1969
- Fi EVA 1: 16 de gener de 01:15 UTC
- Duració: 37 minuts